# CSM Avântul Reghin
El FCM Avântul Reghin es un equipo de fútbol de Rumania que juega en la Liga III, la tercera división de fútbol en el país.

## Historia
Fue fundado en el verano de 1949 en la ciudad de Reghin del distrito de Mures y en seis años logró el ascenso a la Liga I por primera vez en su historia. En la temporada de 1955 el club terminó en último lugar entre 13 equipos y descendió a la Liga II.
En su historial el club cuenta con más apariciones en la segunda y tercera división de fútbol de Rumania con discretas participaciones en la Copa de Rumania.

## Palmarés
- Liga II (1): 1954
- Liga III (3): 1976–77, 1982–83, 1987–88